# 23 juillet
Pour les articles homonymes, voir Vingt-Trois-Juillet.
23 juin 23 août
Chronologies thématiques
- Croisades
- Ferroviaires
- Sports
- Disney
- Anarchisme
- Catholicisme

Abréviations / Voir aussi
- (° 1852) = né en 1852
- († 1885) = mort en 1885
- a.s. = calendrier julien
- n.s. = calendrier grégorien
- Calendrier
- Calendrier perpétuel
- Liste de calendriers
- Naissances du jour

Le 23 juillet est le 204e jour de l'année du calendrier grégorien, 205e lorsqu'elle est bissextile, il en reste ensuite 161.
Son équivalent était généralement le 5 thermidor du calendrier républicain / révolutionnaire français, officiellement dénommé jour du bélier (l'animal).

## Événements

### IXesiècle
- 811 : l'empereur byzantin Nicéphore Ier pille la capitale bulgare Pliska et s'y empare du trésor du khan Kroum.

### XIVesiècle
- 1319 : une flotte des chevaliers hospitaliers écrase une escadre de pirates turcs, à la bataille de Chios.

### XVIIesiècle
- 1632 : plus de 300 personnes quittent Dieppe, et émigrent pour la Nouvelle-France.

### XVIIIesiècle
- 1789 :
  - Jacques Necker arrivant de Bâle rentre à Versailles et réinstalle son ministère. Il reprend le contrôle des Finances. Ses amis Montmorin et Saint-Priest, écartés avec lui, reviennent aux Affaires étrangères et à la Maison du Roi.
  - Les soixante districts parisiens sont invités à choisir chacun deux commissaires, pour former l'administration municipale de Paris.
- 1793 : les Prussiens reprennent Mayence à la France, à la suite d'un siège de 3 mois.

### XIXesiècle
- 1840 : publication de l'Acte d'Union, adopté par le Parlement du Royaume-Uni pour créer la province du Canada.
- 1862 : Henry Wager Halleck est nommé commandant en chef de l'armée des États-Unis, pendant la guerre de Sécession.
- 1894 : les troupes japonaises investissent le palais royal de Séoul, et renversent le roi de Corée.

### XXesiècle
- 1914 : l'Autriche-Hongrie adresse un ultimatum à la Serbie, à la suite de l'attentat de Sarajevo ayant causé la mort, le 28 juin 1914, de l'archiduc François-Ferdinand, héritier du trône, assassiné par un nationaliste yougoslave.
- 1919 : séance inaugurale du Congrès d'Erzurum, congrès organisé par l'Association pour la défense des provinces orientales, au cours de la guerre d'indépendance turque.
- 1942 : entrée en activité du centre d'extermination de Treblinka.
- 1945 : ouverture du procès de Philippe Pétain, chef de l'État français de juillet 1940 à août 1944 sous le régime de Vichy.
- 1952 : renversement de la monarchie en Égypte.
- 1961 : un cessez-le-feu met fin à la crise de Bizerte.
- 1963 : la France refuse d'adhérer au traité de Moscou limitant les essais nucléaires.
- 1966 : évasion de Saddam Hussein, lors d'un transfert vers une autre prison.
- 1988 : en Birmanie, le général Ne Win quitte la tête du Parti du Programme Socialiste de Birmanie ; il continue à jouer un rôle dans l'ombre.
- 1993 : Agdam est prise par les forces du Haut-Karabagh.
- 1998 : la Région wallonne fixe par décret (loi) son jour de fête, son hymne et ses emblèmes.

### XXIesiècle
- 2018 : Au Laos, le barrage de Xe Pian-Xe Namnoy, s'effondre. Le bilan officiel est de 35 morts[1],[2].
- 2019 : Boris Johnson est élu à la tête du Parti conservateur du Royaume-Uni et proposé pour remplacer Theresa May comme Premier ministre[3].
- 2021 : au Japon, à Tokyo, les Jeux de la XXXIIe olympiade sont officiellement ouverts par l'empereur Naruhito, retardés d'un an en raison de la pandémie de la covid-19[4].
- 2023 : 
  - au Cambodge, les élections législatives se déroulent afin de renouveler les 125 membres de l'Assemblée nationale[5].
  - en Espagne, les élections générales se tiennent afin d'élire les 350 députés[6] et 208 des 265 sénateurs de la XVe législature des Cortes Generales[7].

## Arts, culture et religion
- 1304 : l'évêque de Cahors Raymond de Pauchel déclare publiquement en sa cathédrale qu'il tient les consuls et habitants de cette ville pour bons et vrais catholiques, aumôniers, prieurs et dévots.
- 1431 : début du Concile de Bâle-Ferrare-Florence-Rome.
- 1888 : première interprétation du chant de L'Internationale socialiste par une chorale Lyre des Travailleurs réunie dans l'estaminet A la Vignette de Lille.

## Sciences et techniques
- 1829 : « The Typographer » précurseur de la machine à écrire est breveté par l'Américain William Austin Burt (en).
- 1903 : Ford vend sa première automobile.
- 1904 : apparition du cône glacé.
- 1927 : inauguration des premiers logements en préfabriqué, en Allemagne.
- 1995 : découverte de la comète Hale-Bopp.
- 1999 : lancement de la navette Columbia, commandée par Eileen Collins, dans le cadre de la mission STS-93.
- 2015 : annonce de la découverte de Kepler-452 b, la première planète tellurique détectée dans la zone habitable d'une étoile de type solaire autre que le Soleil lui-même.nothumb
- 2020 : Décollage d'une sonde spatiale chinoise Tianwen-1 vers la planète Mars.

## Économie et société
- 1655 : Savinien de Cyrano Bergerac, « par une affectation de changer d'air qui précède la mort et qui en est un symptôme presque certain [chez] la plupart des malades » (Le Bret), se fait transporter à Sannois chez son cousin et ami sieur de Cassan et trésorier général des offrandes du roi Pierre II de Cyrano.
- 1967 : début des émeutes à Détroit (Michigan, U.S.A.).
- 1983 : un Boeing 767 d'Air Canada, à court de carburant à 7 000 mètres au-dessus du centre du Canada, à la suite d'une erreur de remplissage, a dû planer 23 minutes avant de se poser sans faire de victime. Il fut surnommé le planeur de Gimli.
- 1986 : en Grande-Bretagne, le prince Andrew épouse Sarah Ferguson.
- 1993 : écrasement du vol 2119 China Northwest Airlines au décollage. L'accident fait 55 victimes.
- 2005 : attentats de Charm el-Cheikh, en Égypte. Sept explosions presque simultanées font 88 morts.
- 2014 : 
  - attentats de Kaduna, au Nigeria. Deux attaques, attribuées au groupe armé islamiste Boko Haram, font 42 morts.
  - Le vol 222 TransAsia Airways s'écrase, au large de Taïwan, peu avant son atterrissage et sous une pluie battante. L'accident fait 48 victimes sur les 58 personnes à bord (54 passagers et 4 membres d'équipage).
- 2016 : en Afghanistan, un attentat à la bombe fait au moins 99 morts et 231 blessés, lors d’une manifestation hazara chiite à Kaboul.
- 2018 : de violents incendies ravagent la ville grecque de Máti y provoquant la mort de 99 personnes et 148 à 180 blessés.

## Naissances

### XIVesiècle
- 1339 : Louis Ier d'Anjou, second fils du futur roi de France Jean II dit le Bon, duc d’Anjou de 1351 à sa mort, régent de France en 1380, roi de Naples de 1382 à sa mort († 20 septembre 1384).

### XVesiècle
- 1401 : Francesco Sforza, duc de Milan († 8 mars 1466).

### XVIesiècle
- 1503 : Anne Jagellon, reine de Bohême et de Hongrie, de 1526 à 1547, ainsi que de Germanie, de 1531 à 1547 († 27 janvier 1547).

### XVIIesiècle
- 1649 : Gianfrancesco Albani, futur pape Clément XI qui sera élu en 1700 († 19 mars 1721).
- 1659 : Antonius Schultingh, juriste et professeur d'université néerlandais († 12 mars 1737).

### XVIIIesiècle
- 1722 : Anne-Catherine de Ligniville Helvétius, salonnière française († 12 août 1800).
- 1761 : Joseph-Denis Picard, général français de la Révolution et de l’Empire († 20 janvier 1826).
- 1777 : Philipp Otto Runge, artiste peintre allemand († 2 décembre 1810).
- 1796 : Franz Berwald, compositeur suédois († 3 avril 1868).

### XIXesiècle
- 1806 : Félix Arvers, poète et dramaturge français († 7 novembre 1850).
- 1822 : Wilmot Gibbes de Saussure, homme politique américain († 1er février 1886).
- 1823 : Alexandre-Antonin Taché, évêque québécois († 22 juin 1894).
- 1828 : Louis-Alexandre Mérante, danseur et maître de ballet français († 17 juillet 1887).
- 1833 : Henri Auguste Burdy, sculpteur et graveur français.
- 1846 : Ferdinand de Portugal, aristocrate portugais († 6 novembre 1861).
- 1860 : Georg Achen, peintre danois († 6 janvier 1912).
- 1865 : Max Heindel (Carl Louis von Grasshoff dit), astrologue danois († 6 janvier 1919).
- 1884 : Emil Jannings, acteur allemand († 2 janvier 1950).
- 1888 : Raymond Chandler, romancier et scénariste américain († 26 mars 1959).
- 1891 : William Pearsall, botaniste britannique († 14 octobre 1964).
- 1892 : 
  - Haïlé Sélassié (ቀዳማዊ ኃይለ ሥላሴ, prince Tafari Mekonen dit), empereur d'Éthiopie de 1930 à 1974 († 27 août 1975).
  - Erik Adlerz, plongeur suédois, double champion olympique en 1912 († 8 septembre 1975).
- 1899 : Marie Gross, résistante française ayant permis l'évasion d'une soixantaine de prisonniers de guerre français pendant la Seconde Guerre mondiale († 8 mai 1964).

### XXesiècle
- 1906 : Vladimir Prelog, chimiste suisse, lauréat du prix Nobel de chimie en 1975 († 7 janvier 1998).
- 1907 : Elspeth Huxley, écrivaine, journaliste, essayiste et magistrate britannique († 10 janvier 1997).
- 1908 : Hans Jürgen Soehring, officier, diplomate et écrivain allemand, célèbre pour sa liaison avec Arletty pendant la Seconde Guerre mondiale († 9 octobre 1960).
- 1909 :
  - Benigne de Sainte Thérèse de l'Enfant-Jésus, carme italien († 25 octobre 1937).
  - Hanna Saba, diplomate et juriste égyptien († 29 septembre 1992).
- 1910 : Robert Darniche, résistant français (†  8 août 1944).
- 1912 : Michael Wilding, acteur anglais († 8 juillet 1979).
- 1916 : Sandra Gould, actrice américaine († 20 juillet 1999).
- 1918 : Pee Wee Reese (Harold Henry Reese dit), joueur de baseball américain († 14 août 1999).
- 1919 : Héctor Germán Oesterheld, scénariste de bande dessinée argentin († 1978).
- 1920 : Amália Rodrigues, chanteuse de fado portugaise († 6 octobre 1999).
- 1921 : Robert Brown, acteur britannique († 11 novembre 2003).
- 1922 : Damiano Damiani, écrivain, acteur, réalisateur et scénariste italien († 7 mars 2013).
- 1923 :
  - Claude Luter, clarinettiste de jazz français († 6 octobre 2006).
  - Morris Halle, linguiste américain d'origine lettone († 2 avril 2018).
  - Luis Procuna, matador mexicain († 10 août 1995).
- 1924 : 
  - Osman Bayezid Osmanoğlu, issu de dynastie ottomane, prétendant au trône de Turquie depuis 2009 († 6 janvier 2017).
  - Sabine Weiss (Sabine Weber dite), photographe franco-helvète († 28 décembre 2021).
- 1925 : 
  - Alain Decaux, journaliste et homme de télévision et de radio français spécialisé en vulgarisation historique, académicien († 27 mars 2016).
  - Gloria DeHaven, actrice américaine († 30 juillet 2016).
  - Ketumile Masire, homme d'État botswanais († 22 juin 2017).
- 1927 :
  - Gérard Brach, scénariste français († 9 septembre 2006).
  - Jacqueline Caurat, présentatrice, animatrice de télévision (speakerine) et journaliste française († 22 mai 2021).
  - Elliot See, astronaute américain († 28 février 1966).
- 1928
  - Vera Rubin, astronome américaine († 25 décembre 2016).
  - Hubert Selby, Jr., écrivain américain († 26 avril 2004).
- 1930 : 
  - Roger Hassenforder, cycliste sur route français († 3 janvier 2021).
  - Pierre Vidal-Naquet, historien français († 29 juillet 2006).
- 1931 :
  - Marthe Asselin-Vaillancourt, militante associative canadienne († 26 février 2018).
  - les jumeaux :
    - Claude Fournier, réalisateur, scénariste et compositeur québécois ; († 16 mars 2023).
    - Guy Fournier, auteur de téléromans et scénariste québécois.

  - Arata Isozaki (磯崎新), architecte japonais († 28 décembre 2022).
  - Raymond Moretti, peintre et sculpteur français († 3 juin 2005).
- 1933 :
  - Bert Convy (en), acteur, chanteur et animateur de télévision américain († 15 juillet 1991).
  - Richard Rogers (Richard George Rogers, baron Rogers of Riverside), architecte britannique (co-auteur du centre Pompidou), lauréat du prix Pritzker 2007 († 18 décembre 2021).
- 1935 : 
  - Jean-Pierre Coursodon, critique et historien français du cinéma, traducteur d'ouvrages sur le 7e art († 31 décembre 2020).
  - Jim Hall, pilote et constructeur automobile américain.
- 1936 : Don Drysdale, joueur de baseball américain († 3 juillet 1993).
- 1937 : José Mata, matador espagnol († 27 juillet 1971).
- 1938 : Ronny Cox (Daniel Ronald Cox dit), acteur, scénariste et producteur américain.
- 1940 : Danielle Collobert, écrivaine française († 24 juillet 1978).
- 1941 :
  - Jürgen Ehre, peintre et graveur allemand.
  - Sergio Mattarella, homme politique italien, président de la République italienne depuis 2015.
  - Hartwig Steenken, cavalier allemand, champion olympique († 10 janvier 1978).
- 1943 :
  - Jean-Marie Demange, médecin et homme politique français († 17 novembre 2008).
  - Tony Joe White, chanteur de rock américain († 24 octobre 2018).
- 1944 :
  - Lucky Blondo (Gérard Blondiot dit), chanteur français.
  - Dino Danelli (en), musicien américain du groupe The Rascals.
  - Maria João Pires, pianiste d'origine portugaise.
- 1947 :
  - David Essex, chanteur et compositeur anglais.
  - Larry Manetti, acteur américain.
  - Guy Mignault, acteur et directeur artistique canadien.
- 1950 : Blair Thornton (en), guitariste et compositeur canadien du groupe Bachman-Turner Overdrive.
- 1952 : Bill Nyrop, joueur de hockey sur glace américain († 31 décembre 1995).
- 1953 : 
  - Claude Barzotti (Francesco Barzotti dit), chanteur italo-belge francophone et italophone.(† 24 juin 2023).
  - Karl-Heinz Radschinsky, haltérophile allemand, champion olympique.
- 1954 : Vakhtang Blagidze, lutteur géorgien, champion olympique.
- 1955 : Denis O'Donovan, homme politique irlandais.
- 1956 : Mike Bruner, nageur américain, champion olympique en 1976 et champion du monde en 1978 du 200 mètres papillon.
- 1957 : Theo van Gogh, réalisateur néerlandais († 2 novembre 2004).
- 1960 : Susan Graham, mezzo-soprano américaine.
- 1961 :
  - André Ducharme, humoriste et acteur québécois.
  - Woody Harrelson, acteur américain.
  - Martin Lee Gore, musicien et compositeur britannique du groupe Depeche Mode.
- 1962 :
  - Eriq La Salle, acteur américain.
  - Alain Lefèvre, pianiste et compositeur québécois.
- 1963 : Scott Strausbaugh, canoéiste américain, champion olympique de slalom.
- 1965 : 
  - Slash (Saul Hudson dit), guitariste anglo-américain du groupe Guns N' Roses.
  - Pierpaolo Ferrazzi, canoéiste italien, champion olympique de slalom.
- 1967 :
  - Philip Seymour Hoffman, acteur américain († 2 février 2014).
  - Titiyo (Titiyo Yambalu Felicia Jah dite), chanteuse suédoise, demi-sœur de Neneh Cherry et d'Eagle-Eye Cherry.
- 1968 :
  - Elden Campbell, basketteur américain.
  - Gary Payton, basketteur américain.
  - Guivi Targamadze, homme politique géorgien.
- 1969 :
  - Armelle (Armelle Leśniak dite), comédienne et humoriste française.
  - Andrew Cassels, joueur de hockey sur glace canadien.
  - Stéphane Diagana, athlète français, spécialiste du 400 m haies, champion du monde en 1997 et champion d'Europe en 2002 ainsi que champion du monde du relais 4 × 400 m en 2003.
- 1970 :
  - Charisma Carpenter, actrice américaine.
  - Sam Watters (en), compositeur, chanteur, réalisateur artistique et producteur de musique américain.
- 1971 : 
  - Hélène Escaich, lutteuse française.
  - Alison Krauss, chanteuse et violoniste américaine de bluegrass et de country.
- 1972 : Marlon Wayans, acteur américain.
- 1973 :
  - Omar Epps, acteur américain.
  - Nomar Garciaparra, joueur de baseball américain.
  - Monica Lewinsky, femme d'affaires américaine, secrétaire à la Maison-Blanche, connue pour avoir révélé ou confirmé des relations sexuelles extra-conjugales du président Bill Clinton.
  - Thomas Ebert, rameur d'aviron danois, double champion olympique.
- 1974 :
  - Maurice Greene, athlète américain spécialiste du sprint, double champion olympique.
  - Kathryn Hahn, actrice américaine.
  - Stephanie March, actrice américaine.
  - Rik Verbrugghe, cycliste belge.
- 1975 : Alessio Tacchinardi, footballeur italien.
- 1976 :
  - Mathieu Madénian, humoriste, comédien et chroniqueur français.
  - Judit Polgár, championne hongroise d'échecs.
- 1977 : Shawn Thornton, joueur de hockey sur glace professionnel canadien.
- 1978 : 
  - Cédric Gracia, coureur cycliste français.
  - Julien Taurines, judoka français handisport.
- 1980 : Michelle Williams (Tenitra Michelle Williams dite), chanteuse américaine du groupe Destiny's Child.
- 1981 : Dmitriy Karpov (Дмитрий Васильевич Карпов), spécialiste du décathlon.
- 1982 : 
  - Pauline Nordin, culturiste suédoise.
  - Paul Wesley, acteur américain.
- 1983 : 
  - Rebecca June Hewitt, actrice et chanteuse australienne.
  - Aaron Peirsol, nageur américain.
- 1985 : Philip Zwiener, basketteur allemand.
- 1988 : Cheikh M'Bengue, footballeur sénégalais.
- 1989 : Daniel Radcliffe, acteur britannique.
- 1990 : Margaud Quartenoud, blogueuse suisse.
- 1992 : 
  - Britne Oldford, actrice canadienne.
  - Axel Toupane, basketteur français.
- 1993 : Ayoze Pérez, footballeur espagnol.
- 1995 : Hwasa (Ahn Hye-jin dite), chanteuse, rappeuse sud-coréenne du groupe de K-pop Mamamoo.
- 1996 :
  - Rachel G. Fox, actrice américaine.
  - Kerian Mayan, acteur français.
- 1998 : Deandre Ayton, basketteur bahaméen.

### XXIesiècle
- 2001 : 
  - Vítězslav Jaroš, footballeur tchèque.
  - Kahiser Lenis, footballeur panaméen.
- 2002 : 
  - Mohammed Al-Qahtani, footballeur saoudien.
  - Tiago Santos, footballeur portugais.
- 2004 :
  - Valentín Barco, footballeur argentin.
  - Luca Marianucci, footballeur italien.

## Décès

### XIVesiècle
- 1373 : Brigitte de Suède (Birgit(ta) Birgersdotter dite), princesse de Suède devenue sainte catholique et co-patronne de l'Europe avec par exemple sainte Catherine de Sienne, mère de sainte Catherine de Suède, fêtée infra les 23 juillet en tant que sainte Brigitte et sainte Thérèse-Bénédicte de la Croix (° 1303-1302).

### XVIesiècle
- 1536 : Henry FitzRoy, 1er duc de Richmond et Somerset (° 15 juin 1519).
- 1584 : John Day (ou Daye), imprimeur anglais (°C. 1522).

### XVIIIesiècle
- 1757 : Domenico Scarlatti, compositeur italien (° 26 octobre 1685).
- 1773 : George Edwards, naturaliste et ornithologue britannique (° 3 avril 1693 ou 1694).

### XIXesiècle
- 1813 : Léger-Félicité Sonthonax, révolutionnaire et homme politique français (° 7 mars 1763).
- 1829 : Wojciech Bogusławski, acteur et dramaturge polonais (° 9 avril 1757).
- 1852 : « El Cano » (Manuel Jiménez y Meléndez dit), matador espagnol (° 25 avril 1814).
- 1859 : Marceline Desbordes-Valmore, poétesse française (° 20 juin 1786).
- 1875 : 
  - Isaac Merritt Singer, inventeur et industriel américain, fondateur de la compagnie Singer (° 26 octobre 1811).
  - André Leroy, pépiniériste français (° 30 août 1801).
- 1885 : Ulysses Simpson Grant, général nordiste et homme politique américain, 18e président des États-Unis de 1869 à 1877 (° 27 avril 1822).
- 1886 : François-Xavier Riehl, évêque et missionnaire français (° 5 janvier 1835).

### XXesiècle
- 1902 : Charles Tardieu de Saint Aubanet, agent de renseignements français (° 18 janvier 1827).
- 1909 : Ernest Cambier, explorateur belge (° 21 juin 1844).
- 1932 : Alberto Santos-Dumont, pionnier brésilien de l'aviation (° 20 juillet 1873).
- 1942 : Andy Ducat, footballeur britannique (° 16 février 1886).
- 1948 : D. W. Griffith, réalisateur américain (° 22 janvier 1875).
- 1951 : 
  - Robert J. Flaherty, réalisateur américain (° 16 février 1884).
  - Philippe Pétain, maréchal de France et homme d'État, chef de l'État français de 1940 à 1944 (° 24 avril 1856).
- 1955 : Cordell Hull, homme politique américain, secrétaire d'État américain de 1933 à 1944, lauréat du prix Nobel de la paix en 1945 (° 2 octobre 1871).
- 1966 : Montgomery Clift, acteur américain (° 17 octobre 1920).
- 1971 : Van Heflin, acteur américain (° 13 décembre 1910).
- 1972 : Suat Derviş, romancière, journaliste, traductrice, militante politique socialiste et féministe turque (° 1904 ou 1905).
- 1976 : Paul Morand, écrivain français académicien (° 13 mars 1888).
- 1979 : Joseph Kessel, écrivain français académicien (° 10 février 1898).
- 1980 : 
  - Sarto Fournier, homme politique québécois, maire de Montréal de 1957 à 1960 (° 15 février 1908).
  - Keith Godchaux, claviériste américain du groupe Grateful Dead) (° 19 juillet 1948).
- 1982 : Vic Morrow, acteur américain (° 14 février 1929).
- 1983 : Georges Auric, compositeur français académicien ès Beaux-Arts (° 15 février 1899).
- 1990 : Pierre Gandon dessinateur et graveur de timbres français (° 20 janvier 1899).
- 1992 : Arletty (Léonie Bathiat dite), actrice française (° 15 mai 1898).
- 1996 :
  - Jean Muir, actrice américaine (° 13 février 1911).
  - Alíki Vouyoukláki, actrice et chanteuse grecque (° 20 juillet 1934).
- 1997 : 
  - Walter Behrendt, homme politique allemand (° 18 septembre 1914).
  - Chūhei Nanbu, athlète de sauts japonais (° 27 mai 1904).
- 1998 :
  - Vladimir Doudintsev, écrivain ukrainien puis soviétique et ensuite russe (° 29 juillet 1918).
  - André Gertler, violoniste hongrois (° 26 juillet 1907).
  - Djibril Diop Mambety, comédien, scénariste et réalisateur sénégalais (° 23 janvier 1945).
  - Matteo Manuguerra, baryton français (° 5 octobre 1924).
  - Med Park, basketteur américain (° 11 avril 1933).
  - Manuel Mejía Vallejo, écrivain colombien (° 23 avril 1923).
- 1999 : 
  - Hassan II (الحسن الثاني), roi du Maroc de 1961 à 1999 (° 9 juillet 1929).
  - Kelvin Lancaster, économiste américain (° 10 décembre 1924).
  - Dmitri Tertychny, hockeyeur sur glace russe (° 26 décembre 1976).
- 2000 : 
  - Gilbert Denoyan (Gilbert Boulard dit), journaliste français de radio et télévision (° 8 novembre 1937).
  - Carmen Martín Gaite, écrivaine espagnole (° 8 décembre 1925).
  - Vittorio Mangano, mafioso italien (° 18 août 1940).

### XXIesiècle
- 2001 : Eudora Welty, écrivaine et photographe américaine (° 13 avril 1909).
- 2002 : 
  - Leo McKern, acteur australien (° 16 mars 1920).
  - William Luther Pierce, scientifique américain (° 11 septembre 1933).
  - Chaïm Potok, romancier et rabbin américain (° 17 février 1929).
- 2003 : 
  - Sheila Bromley, actrice américaine (° 31 octobre 1911).
  - Adolphe Deledda, cycliste sur route italien puis français (° 26 septembre 1919).
- 2004 : 
  - Joseph Cahill, militant politique britannique (° 19 mai 1920).
  - Rogelio Domínguez, footballeur puis entraîneur argentin (° 9 mars 1931).
  - Mehmood (Mehmood Ali dit), acteur indien (° 29 septembre 1932).
  - Carlos Paredes, guitariste virtuose portugais (° 16 février 1925).
  - Piero Piccioni, compositeur italien de musiques de films (° 6 décembre 1921).
- 2005 : Christian Zuber, documentariste français (° 19 février 1930).
- 2006 : 
  - Charles E. Brady, Jr., astronaute américain (° 12 août 1951).
  - Jean-Paul Desbiens, enseignant, essayiste et polémiste québécois (° 7 mars 1927).
  - Robert Moreau, syndicaliste et homme politique belge (° 20 mai 1915).
  - Frederick Mosteller, statisticien américain (° 24 décembre 1916).
  - Terence Otway, officier britannique (° 15 juin 1914).
  - André Parinaud, journaliste, chroniqueur, critique d'art et écrivain français (° 20 février 1924).
- 2007 :
  - Mohammad Zaher Shah (محمد ظاهر شاه), roi d’Afghanistan de 1933 à 1973 (° 15 octobre 1914).
  - Henri Glaeser, réalisateur français (° 18 juin 1929).
  - Ron Miller, compositeur américain (° 5 octobre 1932).
  - André Milongo, homme politique congolais, premier ministre du Congo-Brazzaville en 1991-1992 (° 20 octobre 1935).
  - Matthew Nagle, civil américain, premier humain à utiliser une interface neuronale directe (° 16 octobre 1979).
  - George Tabori (György Tábori), scénariste, acteur et réalisateur hongrois (° 24 mai 1914).
- 2011 : 
  - Paul Louka (Vital-Paul Delporte dit), auteur, compositeur, interprète, comédien, écrivain, peintre, et saltimbanque belge (° 17 août 1936).
  - Amy Winehouse, chanteuse, autrice, compositrice et interprète britannique (° 14 septembre 1983).
- 2012 : 
  - Roger Misès, psychanalyste et pédopsychiatre français (° 13 avril 1924).
  - Sally Ride, astrophysicienne et astronaute américaine, troisième femme et première Américaine dans l'espace en 1983 (° 26 mai 1951).
- 2013 :
  - Rona Anderson, actrice écossaise (° 3 août 1926).
  - Dominguinhos, instrumentiste, chanteur et compositeur brésilien (° 12 février 1941).
  - Emile Griffith, boxeur des îles Vierges (° 3 février 1938).
  - Jokichi Igarashi, civil japonais, doyen de son pays en 2013 (° 26 janvier 1902).
  - Jean-Paul Mourot, homme politique français (° 26 septembre 1941).
  - Pierre Prouvost, homme politique français (° 25 août 1931).
  - Djalma Santos, footballeur brésilien (° 27 février 1929).
  - Arturo Yamasaki, arbitre de football péruvien et mexicain (° 11 mai 1929).
- 2014 :
  - Dora Bryan, actrice britannique (° 7 février 1923).
  - Helen Johns, nageuse américaine (° 25 septembre 1914).
  - Ariano Suassuna, poète, dramaturge, romancier et essayiste brésilien (° 16 juin 1927).
- 2015 :
  - William Wakefield Baum, cardinal américain (° 21 novembre 1926).
  - Pierre Cottrell, producteur de cinéma français (° 29 août 1945).
  - Mladen Dražetin, poète, écrivain et philosophe yougoslave puis serbe (° 3 mars 1951).
  - Shigeko Kubota, sculptrice américano-japonaise (° 2 août 1937).
  - Don Oberdorfer, journaliste américain (° 28 mai 1931).
  - Sayed Rasoul Raissi, haltérophile iranien (° 8 octobre 1924).
  - José Sazatornil, acteur espagnol (° 13 août 1925).
  - André Sohaing, homme d'affaires et politique camerounais (° 21 janvier 1933).
  - Cirilo Vila, compositeur et pianiste chilien (° 7 octobre 1937).
- 2016 : 
  - Carl Falck, homme d'affaires et grand centenaire norvégien (° 27 mai 1907).
  - Thorbjörn Fälldin, homme d'État suédois (° 24 avril 1926).
  - Guy Kédia, journaliste sportif français (° 4 mars 1934).
  - Marceau Long, juriste "publiciste" et haut fonctionnaire français, second PDG de l'ORTF, secrétaire général de gouvernement puis vice-président du Conseil d'État (° 22 avril 1926).
  - Joe Napolitano, réalisateur américain (° 3 mars 1948).
  - Sayed Haider Raza, peintre contemporain indien (° 22 février 1922).
  - Jean Ricardou, écrivain français (° 17 juin 1932).
- 2017 :
  - Reginald Arnold, coureur cycliste sur piste et sur route australien (° 9 octobre 1924).
  - John Kundla, entraîneur de basket-ball américain (° 3 juillet 1916).
- 2018 : Pierre Pican, prélat français (° 27 février 1935).
- 2020 :
  - May Kaftan-Kassim, astronome irako-américaine (° 14 janvier 1928).
  - Jacqueline Sauvage, au centre d'une affaire judiciaire ayant défrayé la chronique (° 27 décembre 1947).
- 2022 : 
  - Marie Leonhardt Amsler, violoniste suisse, membre fondatrice du Leonhardt-Consort (en) (° 6 novembre 1928).
  - Noémi Sinclair-Kharbine, comédienne, journaliste, écrivaine et peintre rescapée des persécutions nazies (° 18 avril 1921).
- 2024 :
  - Jean-Pierre Ghysels, sclupteur belge (° 20 septembre 1932).
  - Teresa Gimpera, actrice espagnole (° 21 septembre 1936).
  - Mircea Grabovschi, handballeur puis entraîneur roumain (° 22 décembre 1952).
  - Lewis H. Lapham, polémiste et essayiste américain (° 8 janvier 1935).
  - Michel Lezeau, homme politique français (° 20 décembre 1942).
  - Douglas Nowicki, moine bénédictin américain (° 8 mai 1945).
  - Mel Ramsden, artiste conceptuel britannique (° 27 décembre 1944).
  - Robin Warren, chercheur australien (° 11 juin 1937).

## Célébrations

### Internationales
- Journée internationale des dauphins.
- Asie extrême-orientale : début de la période dite de grande chaleur ou dàshǔ / 大暑 / taisho, 대서 / daeseo, Đại thử etc., jusqu'au 6 août dans l'hémisphère nord terrestre tempéré.
- Mouvements rastafari et de musiques reggae voire religions ci-après.

### Nationales
- Abkhazie : indépendance autoproclamée depuis 1992, non reconnue par la Géorgie ni la communauté internationale majoritaire ou l'ONU, sinon la Russie post-soviétique qui la ré-occupe militairement depuis les années 2000.
- Argentine et Uruguay : día del payador / « journée du ménestrel ».
- Bolivie : día de la amistad / « journée de l'amitié ».
- Égypte (Union africaine) : fête nationale s'étalant sur quatre jours pour l'anniversaire de la révolution de 1952 ci-avant, sinon du début de l'Akhet des jours précédents.
- Éthiopie, Jamaïque, en particulières, diaspora des mouvements rastafari et de musiques reggae, dans le reste de l'Union africaine et du monde : anniversaire de la naissance de Haïlé Sélassié Ier en 1892 comme précédemment.

### Religieuses
- Fêtes religieuses romaines : Neptunalia en l'honneur du dieu Neptune, le Poséïdon grec des Latins et autres variantes mythologiques du dieu de la mer.
- Europe, christianisme catholique, Vatican voire Union européenne : sainte Birgitt ci-avant & -après comme co-patronne chrétienne catholique de l'Europe avec saintes Catherine de Sienne et Édith Stein voire saint Benoît de Nurcia et du Monte-Cassino les 11 juillet.

### Saints des Églises chrétiennes

#### Saints des Églises catholiques et orthodoxes
Référencés ci-après in fine, :
- Ézéchiel (VIe siècle av. J.-C.) -ou « Ézékiel »-, fils du prêtre Buzi de Jérusalem, prophète de l'Ancien Testament emmené en captivité à Babylone.
- Jean Cassien († 433), abbé à Marseille[9] (à la date orientale éventuellement "julienne").
- Nicéphore († 811), Martyr.
- Rasyphe et Raven (IVe siècle), Ermites et martyrs en Gaule.
- Romula (VIe siècle), laïc italien.
- Sévère († v. 304), Martyr en Thrace.
- Trophime et Théophile (IIIe siècle), Martyrs romains.
- Valérien de Cimiez (Ve siècle), évêque de Cimiez (vers Nice ?).

#### Saints et bienheureux des Églises catholiques
référencés ci-après :
- Basile Hopko († 1976), bienheureux, évêque auxiliaire de Prešov, martyr empoisonné lentement par les régimes communistes en Slovaquie.
- Brigitte de Suède / Thérèse-Bénédicte de la Croix († 1373 comme dans les décès ci-avant), reine, épouse, mère de huit enfants dont Catherine de Suède elle-même sainte, fondatrice de monastère.
- Jeanne d'Orvieto († 1306), bienheureuse religieuse en Toscane.
- Kristin Gondek († 1942), Prêtre franciscain et bienheureux, martyr à Dachau.
- Margarita María López de Maturana († 1934), Bienheureuse religieuse espagnole fondatrice de la congrégation des Mercédaires missionnaires.
- María de Montserrat et ses compagnes († 1936), Religieuse espagnole bienheureuse et martyr.
- Martyrs de Daimiel († 1936), 26 religieux passionistes espagnols - Martyrs de la guerre civile espagnole.

### Prénoms du jour
Bonne fête aux Brigitte et ses variantes et diminutifs : Birgit(t), Bridie, Brigide, Britt, Brett (?), etc.
Et aussi aux :
- Apollinaire et ses variantes et diminutifs : Apollonie, Appolonie, Ap(p)olonia, Polonie, etc. (fête majeure les 12 septembre, Pauline et autres dérivé.e.s et variantes de Paul(e) fêtés encore à part).
- Aux Sev et ses variantes parfois bretonnes aussi : Seo, Sève, Sew, Loéva, etc. (sinon les Séverin(e) les 27 novembre).

## Traditions et superstitions

### Dictons
- « À saint-Apollinaire, dernière semaille de laitue en pleine terre. »[10]
- « Nuages de la sainte-Brigitte, par le soleil sont chassés vite. »[11]

### Astrologie
Signe du zodiaque : premier jour du signe astrologique du lion.

## Toponymie
Plusieurs voies, places, sites ou édifices de pays ou régions francophones contiennent cette date sous diverses graphies : voir Vingt-Trois-Juillet .